# Roni Kaplan
Roni Kaplan (hebreo: רוני קפלן; Montevideo, Uruguay; 1982) es un capitán israelí y portavoz de las Fuerzas de Defensa de dicho país para la prensa internacional hispano parlante y asiática desde junio de 2012, reside en Jerusalén.

## Biografía
Radicado en Israel, estudió economía, filosofía y ciencias políticas en la Universidad Hebrea de Jerusalén. Después de realizar el servicio militar en 2006 inició sus trabajos en las fuerzas israelíes primero como economista y luego en el sector de estrategia. Entre 2010 y 2011 estudió seguridad y diplomacia en la Universidad de Tel Aviv. Llegó al actual cargo como portavoz por ser el idioma español su lengua materna. En cuanto a su vida personal, es judío, está casado y tiene seis hijos. Además del español, también habla hebreo, yidis e inglés.

### Controversias
Como portavoz del gobierno y del ejército israelí, Kaplan ha sido polémico por sus férreas declaraciones en defensa de las acciones militares Israelíes hacia la población palestina de la franja de Gaza. En 2014, fue cuestionado de justificar los crímenes del ejército israelí y tratar de desviar la atención de los civiles palestinos muertos  y en el año 2024 de apoyar la operación de Israel en Palestina.